# Конфликт в секторе Газа
Конфликт в секторе Газа — часть палестино-израильского конфликта, являющегося, в свою очередь, частью более широкого и крупномасштабного арабо-израильского конфликта.

## История
Согласно Плану ООН по разделу Палестины (1947) на арабское и еврейское государства, сектор Газа входил в состав территории, выделенной для создания нового арабского государства.

### Под контролем Египта (1948—1967)
В результате арабо-израильской войны 1948—1949 годов, начавшейся в день образования государства Израиль, новое арабское государство создано не было, и с 1948 по 1967 год сектор находился под контролем Египта.

### Под контролем Израиля (1967—2005)
По результатам Шестидневной войны, с 1967 года по 2005 год сектор находился под контролем Израиля.

### Одностороннее размежевание (2005)
В августе 2005 года, в ходе реализации «Плана одностороннего размежевания», Израиль вывел войска и ликвидировал свои поселения в секторе Газа, что, однако, не привело к деэскалации конфликта.

### Конфликт ФАТХ и ХАМАС
На выборах в Палестинский законодательный совет в 2006 г. победила исламистская группировка ХАМАС; вскоре она полностью захватила власть в секторе в ходе боёв в июне 2007 года. Государственные учреждения ПНА и её силы безопасности вместе с их вооружениями, как и весь сектор в целом, перешли под контроль ХАМАСа.
ХАМАС значитетельно усилил ракетные и миномётные обстрелы Израиля, а также другие формы палестинского терроризма.

### Частичная блокада Израилем и Египтом
С конца 2007 года Израиль и Египет начали частичную блокаду сектора Газа, введя запрет на поставку строительных материалов, поскольку они, как и все поступающие в сектор товары, переходили под контроль ХАМАС. Стройматериалы использовались группировками ХАМАС и Палестинский исламский джихад для строительства «туннелей террора» (с целью перемещения и укрытия боевиков, контрабанды оружия и боеприпасов из Египта, и совершения терактов в Израиле), а также для строительства пусковых шахт ракет «Кассам». Были также запрещены к ввозу материалы двойного назначения, которые можно использовать для изготовления оружия и взрывных устройств.
Разрешённая Израилем зона рыболовства для рыбаков из сектора Газа была ограничена в связи с тем, что ХАМАС систематически использовал рыбацкие лодки для контрабанды оружия.
При этом Израиль поставлял в сектор электроэнергию, водопроводную воду, газ и нефть через КПП Нахаль-Оз (подвергшийся нападению ХАМАС 9 апреля 2008 г.), а также ежедневно пропускал около 250 грузовиков с товарами и гуманитарной помощью через КПП Керем Шалом.
Часть жителей сектора Газа имели разрешения на работу в Израиле; их количество в конце 2022 г. достигало 17 000.
Периодически, в ответ на ракетные обстрелы из сектора Газа и другие террористические нападения, Израиль ограничивал для сектора Газа зону рыболовства и количество разрешений на работу в Израиле, а также поставки электроэнергии и бензина; Израиль и Египет также иногда ограничивали количество открытых КПП и список разрешённых к провозу товаров.
В январе 2008 года Хосни Мубарак приказал впускать невооружённых палестинцев на территорию Египта для закупок продовольствия и товаров, а затем возвращать обратно в сектор.

## Политическая, социальная и экономическая обстановка
Обстановка в секторе Газа остаётся крайне нестабильной. Помимо власти ХАМАС и ежедневной контрабанды оружия из Египта через сеть подземных туннелей, сохраняется высокий уровень бедности и безработицы. По мнению ряда как израильских, так и палестинских обозревателей, под влиянием этих факторов сектор Газа превратился в центр терроризма.
ХАМАС присваивает международную помощь, выделяемую сектору Газа, в объёме, исчисляемом миллиардами долларов, и перенаправляет её на террористическую деятельность, в то время как более 80 % жителей сектора Газа живут в нищете и 3/4 их молодёжи являются безработными.

## Операция «Литой свинец» (2009)
Операция «Литой свинец» — кодовое название израильской военной операции в секторе Газа, начавшейся 27 декабря 2008 года.
19 декабря 2008 года истёк срок полугодового перемирия между Израилем и находящейся у власти в Газе группировкой Хамас.
Согласно отчёту израильского Информационного Центра Изучения Терроризма, в период с 19 июля до 4 ноября, перемирие нарушалось спорадическими обстрелами ракетами, из миномётов и лёгкого огнестрельного оружия, в некоторых случаях, в качестве вызова Хамасу, не подконтрольными или враждебными ему террористическими группировками (главным образом, Аль-Каеда, Бригады мучеников Аль-Аксы и др.).
За этот период, по Израилю было выпущено 20 ракет и 18 миномётных снарядов. При этом, ХАМАС заявлял, что эти организации имеют право обстреливать Израиль в ответ на действия ЦАХАЛа в Иудее и Самарии, где они по заявлениям Израиля продолжали попытки совершения терактов.

## Операция «Облачный столп» (2012)
Операция «Облачный столп» — кодовое название израильской военной операции в секторе Газа, начавшейся 14 ноября 2012 года. Цель операции — уничтожение военной инфраструктуры правящего в Газе исламского радикального движения ХАМАС, признанного рядом стран террористическим, и предотвращение ракетных обстрелов территории Израиля.
С начала января по конец октября 2012 года, более 500 ракет было выпущено по Израилю из сектора Газа. Из них 127 ракет было выпущено в ходе 48 обстрелов, осуществлённых в октябре. Пятеро мирных жителей получили ранения. 6 ноября был обстрелян израильский армейский патруль, следовавший вдоль границы с сектором Газа. Трое военнослужащих получили ранения в результате взрыва фугаса, заложенного боевиками. Утром 8 ноября палестинские боевики вновь открыли огонь по армейскому патрулю. Вечером того же дня в районе КПП «Кисуфим», в результате взрыва заминированного туннеля был ранен израильский военнослужащий. 10 ноября палестинские боевики обстреляли из гранатомёта израильский военный джип, следовавший вдоль границы сектора Газа неподалёку от КПП «Нахаль-Оз».
За четыре дня военной операции на Израиль обрушилось 760 ракет, запущенных террористами.
Батареи системы ПРО «Железный купол» перехватили 267 ракет, 190 взорвались на пустырях и сельхозугодьях, только 29 упали на застроенной территории.

## Операция «Нерушимая скала» (2014)
Операция «Нерушимая (Несокрушимая) скала» — кодовое название израильской военной операции в секторе Газа, проведённой с 7 июля по 26 августа 2014 года.
Операция началась после того, как из сектора Газа был нанесён массированный ракетно-артиллерийский обстрел гражданского населения и поселений на юге Израиля. Израильская операция была инициирована вслед за похищением и убийством палестинцами трёх израильских подростков 12 июня 2014 года, а обстрел Израиля в июле служил ответной мерой на подавление волны беспорядков, последовавших за убийством палестинского юноши Мухаммада абу-Хдейра в Иерусалиме на следующий день после похорон тех подростков.
Заявленной целью операции являлось уничтожение военной инфраструктуры правящего в Газе исламистского движения ХАМАС и его союзников и предотвращение ракетных обстрелов территории Израиля.
Первоначально операция осуществлялась нанесением точечных ударов по территории Газы, но после попытки ХАМАСа провести крупномасштабный теракт премьер-министр Израиля Биньямин Нетаньяху отдал приказ о проведении ограниченной наземной операции с целью ликвидации угрозы, исходящей от туннелей, ведущих из Газы на территорию Израиля.
26 августа 2014 года в Каире было подписано соглашение о прекращении огня на неограниченный срок.
Итоги её неоднозначно восприняты в израильском обществе.

## Вторжение ХАМАС в Израиль (2023)
7 октября 2023 года палестинские вооружённые группировки, возглавляемые ХАМАС, вторглись в Израиль из сектора Газа, прорвав пограничный барьер и проникнув в близлежащие израильские населённые пункты и на военные объекты. Ранним утром 7 октября из Сектора Газа по Израилю были выпущены несколько тысяч ракет, и на израильскую территорию проникли более 2500 боевиков. Около 1200 израильтян были убиты, ещё 242 были взяты в заложники. Кроме массовых убийств гражданских лиц Израиля, имели место множественные случаи сексуального насилия в отношении израильтян. Нападение стало крупнейшим массовым убийством евреев со времён Холокоста и крупнейшим в истории актом палестинского терроризма.
В ответ правительство Израиля впервые с 1973 года объявило военное положение и о начале операции «Железные мечи» в секторе Газа.

## Операция «Железные мечи» (2023)
Операцией «Железные мечи» между Государством Израиль и группировкой ХАМАС была объявлена Израилем 7 октября 2023 года в ответ на вторжение ХАМАС, ставшее крупнейшим актом палестинского терроризма за всю историю Израиля, при котором было убито около 1200 человек, часть которых была зверски изувечена и изнасилована боевиками ХАМАС. Боевиками ХАМАС было взято в заложники по меньшей мере ещё 253 человека. 8 октября был введён в действие пункт Основного закона, официально объявляющий о военном положении в Израиле.